# Cobalt (rivista)
Il Cobalt (コバルト?, Kobaruto) è un'antologia bimestrale di storie per ragazze edita dalla Shūeisha. Molte light novel della casa editrice sono pubblicate sotto l'etichetta Cobalt e sono state originariamente serializzate sulla rivista.

## Autori e serie pubblicate sulCobalt
- Oyuki Konno
  - Maria-sama ga miteru
- Mizue Tani
  - Hakushaku to yōsei
- Mizuna Kuwabara
  - Mirage of Blaze
- Sakura Kai
- You Yamamoto
- Mari Fujiwara
- Mizuna Kuwabara
- Saori Kumi
- Kanan Norihara
- Shinobu Suga
- Jirō Akagawa